# Jean de Laval-Montmorency
Jean de Laval-Montmorency, marquis de Nesle, comte de Joigny et de Maillé (Luynes), vicomte de Brosse, baron de Bressuire, de La Roche-Chabot, la Motte-Saint-Heraye, etc., né le 25 avril 1542, chevalier de l'ordre du roi, gentilhomme de sa chambre, capitaine d'une compagnie de cent gentilshommes de la maison du roi Henri III, le 17 avril 1578, mourut le 20 septembre de la même année.

## Famille
Fils de Gilles II de Laval-Montmorency et de Louise de Sainte-Maure-Nesle et Joigny, il avait épousé, 1° Renée de Rohan, fille de Louis V de Rohan-Guéméné, seigneur de Montbazon et de Guémené, veuve en premières noces de François de Rohan, seigneur de Gié, et en secondes, de René de Laval, frère puîné de Jean ; 2° Françoise de Birague, veuve du maréchal de Bourdillon, et fille de René de Birague, chancelier de France. Il n'eut avec elle qu'une fille, Marguerite, morte jeune. Il eut de son premier mariage :
- Guy III ;
- Louis, né en 1568, mort en bas âge ;
- Charles, né en 1570, mort peu après.